# Lussagnet
Lussagnet település Franciaországban, Landes megyében. Lakosainak száma 77 fő (2022. január 1.). Lussagnet Le Houga, Cazères-sur-l’Adour, Hontanx és Le Vignau községekkel határos.

## Népesség
A település népességének változása:
| Lakosok száma | 78   | 67   | 80   | 76   | 78   | 75   | 73   | 75   | 75   | 77   |
|               | 1968 | 1982 | 1990 | 2006 | 2013 | 2015 | 2017 | 2019 | 2020 | 2022 |